# Луккезе-Лібертас
«Луккезе» (італ. A.S. Lucchese Libertas 1905) — італійський футбольний клуб із міста Лукка, який виступає у Серії С, третьому за силою дивізіоні чемпіонату Італії. Заснований у 1905 році, після чого відновлювався у 2008 та 2011 роках. Домашні матчі проводить на арені «Стадіо Порту Еліза», що вміщає майже 7,4 тис. глядачів. У Серії А «Луккезе» провів у загальній складності 8 сезонів, які припали на середину 20 століття. Найкращим досягненням клубу в чемпіонатах Італії, є 7-ме місце в сезоні 1936/37.

## Історія
Клуб веде свою історію з 1905 року, коли в місті Лукка був заснований однойменний футбольний клуб (Lucca Football Club). У перші роки ця команда грала в місцевих турнірах, а на час Першої світової війни припинила своє існування. У 1919 році в результаті злиття SG Lucchese і Sportiva Libertas утворився клуб US Lucchese. Трохи пізніше, в 1924 році, відбулося чергове злиття: US Lucchese і SSG Lucchese Sportiva Libertas утворили клуб US Libertas. «Лібертас» довго грав у Другому північному дивізіоні, поки в 1930 році не пробився в створену роком раніше Серію В. У вересні того ж року назва клубу було змінена на «Луккезе-Лібертас» (італ. US Lucchese Libertas).
У Серію А «Луккезе-Лібертас» вперше потрапив у 1936 році, і відразу зайняв там сьоме місце. Потім пішов спад: 14-те місце в наступному сезоні і останнє 16-те в сезоні 1938/39. До перерви, пов'язаної з Другою світовою війною, клуб встиг скотитися до Серії С, а під час бойових дій на території Італії і зовсім припинив своє існування. Однак в 1943 році був створений клуб GS Lucchese «Igino Giannini», який трохи пізніше взяв собі ім'я US Lucchese Libertas і заявився у чемпіонат Тоскани. Вже у 1946 році ця команда піднялася в Серію В, а через рік повернулася в елітний дивізіон. На цей раз у найсильнішій лізі вдалося затриматися на п'ять сезонів. Правда, все це час «Луккезе-Лібертас» закінчував сезон у нижній частині таблиці, займаючи 14-те та 15-те місця. Винятком став сезон 1948/49, коли команда фінішувала на восьмому місці. Влітку 1952 року тосканці розділили 17—18-те місця з «Трієстиною» (причому перед останнім туром маючи очко фори) і в плей-оф поступилися їй місцем у Серії А. Після цього вильоту в найсильнішу футбольну лігу країни цей клуб не повернувся.
Далі пішли поневіряння нижчими футбольними лігами (аж до четвертого дивізіону вниз), зміни форм власності і, відповідно, назв (у 1969-му на US Lucchese Libertas Spa, у 1979-му на US Lucchese Libertas Srl, у 1982-му на Nuova US Lucchese Libertas Srl, а в 1984-му на AS Lucchese Libertas Srl). У 1990 році команда вийшла в Серію В і виграла Кубок Італії Серії С. 
Восени 2008 року клуб і зовсім став банкрутом і був виключений зі змагань. У тому ж році мер міста Лукка заснував новий клуб Sporting Lucchese Srl, який заявився в Серію D (п'ята за рівнем ліга Італії). Ця команда відразу підвищилася в класі, взяла собі нове ім'я AS Lucchese Libertas 1905, але в 2011 році також припинила існування. Відразу ж групою бізнесменів був створений ще один клуб: FC Lucca 2011, який за підсумками свого першого сезону пробився в Серію D, після чого змінив назву на Lucchese FC 1905. А буквально кілька місяців тому цей клуб придбав всі необхідні права, змінивши назву на AS Lucchese Libertas 1905 і став офіційним правонаступником «Луккезе-Лібертас».

## Відомі гравці
- Луїс Олівейра
- Ферруччо Валькареджі
- Джованні Віола
- Еусебіо Ді Франческо
- Альдо Олів'єрі
- Марко Россі
- Роберто Стеллоне
- Іван Франческіні
- П'єр Воме
- Іосиф Фабіан

## Відомі тренери
- Джузеппе Віані
- Марчелло Ліппі
- Джакомо Нері
- Вірджініо Розетта
- Джуліано Сарті

## Досягнення
- Переможець Серії B: 1935-36, 1946-47
- Переможець Серії C: 1960-61
- Переможець Серії C1: 1989-90
- Переможець Серії C2: 1985-86, 2009-10
- Переможець Серії D: 1968-69, 2008-09, 2013-14